# Winona LaDuke

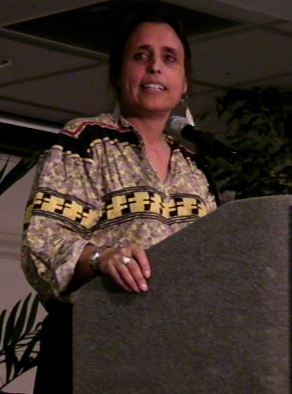
Winona LaDuke (2008)

Winona Helena Basha LaDuke (* 18. August 1959 in Los Angeles, Kalifornien) ist eine indianische Aktivistin, Umweltschützerin, Ökonomin, Politikerin und Schriftstellerin in den Vereinigten Staaten. Die Aktivistin verbindet die Indianerbewegung mit dem Einsatz für den Umweltschutz und wurde von der Green Party in den Jahren 1996 und 2000 als erste Indigene für die US-Vizepräsidentschaft an der Seite von Präsidentschaftskandidat Ralph Nader nominiert. Bei der Präsidentschaftswahl 2008 unterstützte sie den Demokraten Barack Obama. Überdies war sie das erste indigene Vorstandsmitglied bei Greenpeace.
Winona LaDuke trägt den indianischen Namen Bi-Ne-Se-Kwe. Der Name bedeutet auf Deutsch „Donnervogelfrau“ und stellt einen Bezug zum mythologischen Donnervogel her.

## Biographie
Winona LaDuke ist die Tochter der Künstlerin und Kunstprofessorin Betty LaDuke, aus einer russisch-jüdischen Familie und des Autors und späteren New-Age-Schamanen Vincent LaDuke. Ihr Vorname Winona bedeutet in der Sprache der Lakota „Erstgeborene“. Schon während ihrer Schulzeit trat sie unter dem Eindruck des Vietnamkrieges zusammen mit ihren Eltern für freie Meinungsäußerung und Pazifismus ein. Ihre Identität ist geprägt von der indianischen Seite ihres Vaters. Von sich selbst sagt sie, dass sie die pragmatische Weltsicht der traditionellen Indianer übernommen habe, die durch eine große Spiritualität gekennzeichnet sei, die dem Fortbestand des Lebens nutzt und nicht getrennt vom Alltag ist.
Als Bi-Ne-Se-Kwe ist sie ein eingeschriebenes Mitglied der Mississippi-Band des Anishinabe-Stammes von der White Earth Indian Reservation im nördlichen Minnesota. Heute lebt Winona LaDuke mit ihren drei Kindern in Ponsford (Minnesota) und ist bereits Großmutter.
LaDuke engagierte sich nach dem Vorbild ihres Vaters schon früh für kulturelle und politische Rechte der Indianer Nordamerikas. Sie wurde 1976 im Alter von 17 Jahren zur UNO nach Genf eingeladen und sprach vor einem Ausschuss. 1982 machte sie ihren Abschluss in „indigener Wirtschaftsentwicklung“ in Harvard, wurde danach Rektorin an der High School in der White Earth Indian Reservation und machte an der Antioch University einen Master-Abschluss. In White Earth gründete sie das „White Earth Land Recovery Project“, dessen Ziel es ist, die Gebiete zurückzufordern, die den Anishinabe 1867 vertraglich zugesichert worden waren, die jedoch seither von Nicht-Indianern – vor allem von Eignern der Holzindustrie – beeinflusst und verkleinert wurden. Mehr als 90 Prozent der ursprünglichen 3.390 km² großen Reservation befinden sich im Besitz von Nicht-Indianern. Die Organisation hoffte Anfang der 2000er Jahre, bis 2020 mindestens 120 km² Land zurückzuerwerben, unter anderem mit den Mitteln aus den Preisgeldern verschiedener Ehrungen für Winona LaDuke. Die Haupteinnahmequelle ist der Handel mit Lebensmitteln, insbesondere Wasserreis und Kunstgewerbe aus der Reservation. Ihr Motto lautet: „Wenn ein Volk keine Kontrolle über sein Land hat, habe es auch keine Kontrolle über sein Schicksal“. Ein weiteres Projekt zur Förderung der Eigenständigkeit des Reservates, das sie angestoßen hat, ist der Aufbau einer eigenen Bisonherde nach dem Vorbild einiger Präriestämme.
Das Magazin TIME zählte LaDuke 1994 zu den 50 hoffnungsvollsten Führungspersönlichkeiten unter 40 Jahren. 1996 erhielt sie den Thomas Merton Award für Frieden und soziale Gerechtigkeit. 1997 wurde sie zur Frau des Jahres von Ms. Magazine ernannt und gewann 1998 den Reebok Human Rights Award. Sie ist zudem Gründerin des Indigenous Women's Network sowie, zusammen mit den Indigo Girls, Mitbegründerin von Honor the Earth im Jahre 1993, später gesponsert und organisiert durch den Seventh Generation Fund, das Indigenous Women's Network und des Indigenous Environmental Network.
Ihr politisches Engagement bei den amerikanischen Grünen bezieht sich vor allem auf ihr Engagement für die Biolandwirtschaft und Erneuerbare Energien, für die Erhaltung der Biodiversität und die Schaffung gerechterer sozialer Bedingungen. Sie betont dabei immer wieder, dass ihr Einsatz in der traditionellen Weltanschauung der Anishinabe wurzelt und nicht in der politischen Ideologie der Green Party.
LaDuke wurde auch der Preis Ann Bancroft Award for Women's Leadership Fellowship überreicht und im September 2007 wurde sie in die National Women’s Hall of Fame aufgenommen.
Am 9. November 2008 brannte ihr Haus in Ponsford mitsamt ihrer umfassenden Bibliothek und einer Sammlung indianischer Kunstgegenstände nieder. Menschen kamen nicht zu Schaden.

## Medien über und von LaDuke

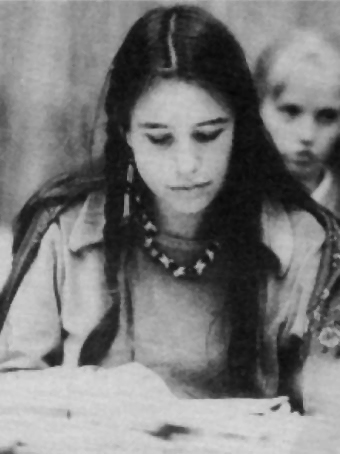
Winona LaDuke in den 1970er-Jahren

Winona LaDuke hat mehrere Bücher herausgegeben, darunter: Last Standing Woman 1997 (Roman-Saga über das Volk der Anishinabe in sieben Generationen von 1826 bis 2018), Winona LaDuke Reader (Sachbuch), All Our Relations: Native Struggles for Land and Life 1999 (Sachbuch über den Kampf der Indigenen um die Umwelt), In the Sugarbush (Kinderbuch) und Recovering the Sacred: the Power of Naming and Claiming 2005 (Sachbuch über traditionelle Glaubensvorstellungen und Praktiken).
Sie erschien im Dokumentarfilm Anthem von Shainee Gabel und Kristin Hahn, der 1997 beim Amsterdam International Documentary Film Festival mit dem FIPRESCI-Preis ausgezeichnet wurde. Der Film wurde zuerst in den Vereinigten Staaten am 25. Juli 1997 veröffentlicht. LaDuke erschien zudem im Fernsehdokumentarfilm The Main Stream, der zuerst am 17. Dezember 2002 veröffentlicht wurde. Bertram Verhaag und Claus Biegert produzierten 2003 für Denkmal-Film sowie arte und den Bayerischen Rundfunk das Porträt Die Donnervogelfrau. Der Film zeigt sie im White Earth Reservat, bei befreundeten Lakota auf Pine Ridge und in Arizona und New Mexico, wo die Navajo und Hopi gegen den Abbau von Uran und Kohle kämpfen. Ihr Engagement gegen die Atomkraft brachte ihr in den 1980er Jahren den Spitznamen „No Nukes LaDuke“ ein. Mit dem befreundeten Lakota Alex White Plume möchte sie ein Handels- und Tauschsystem zwischen ihren beiden Stämmen aufbauen, um deren Unabhängigkeit zu fördern.